# The Cowboy Editor
The Cowboy Editor è un cortometraggio muto del 1913 diretto da William Duncan. Prodotto dalla Selig Polyscope Company, il film aveva come interpreti Carl Winterhoff, Thomas Flynn, Lyllian Leighton, Thomas Commerford.

## Trama
Un cowboy, prendendosene il rischio, diventa proprietario del "Rawhide Weekly Rattler", il giornale cittadino. La sua sarà una vera e propria avventura, ma niente riuscirà a fermarlo.

## Produzione
Il film fu prodotto dalla Selig Polyscope Company.

## Distribuzione
Distribuito dalla General Film Company, il film - un cortometraggio di 150 metri - uscì nelle sale cinematografiche statunitensi il 10 gennaio 1913. Nelle proiezioni, veniva programmato con il sistema dello split reel, accorpato in un'unica bobina con un altro cortometraggio prodotto dalla  Selig, la commedia Whose Wife Is This?.